# Alföld és Észak

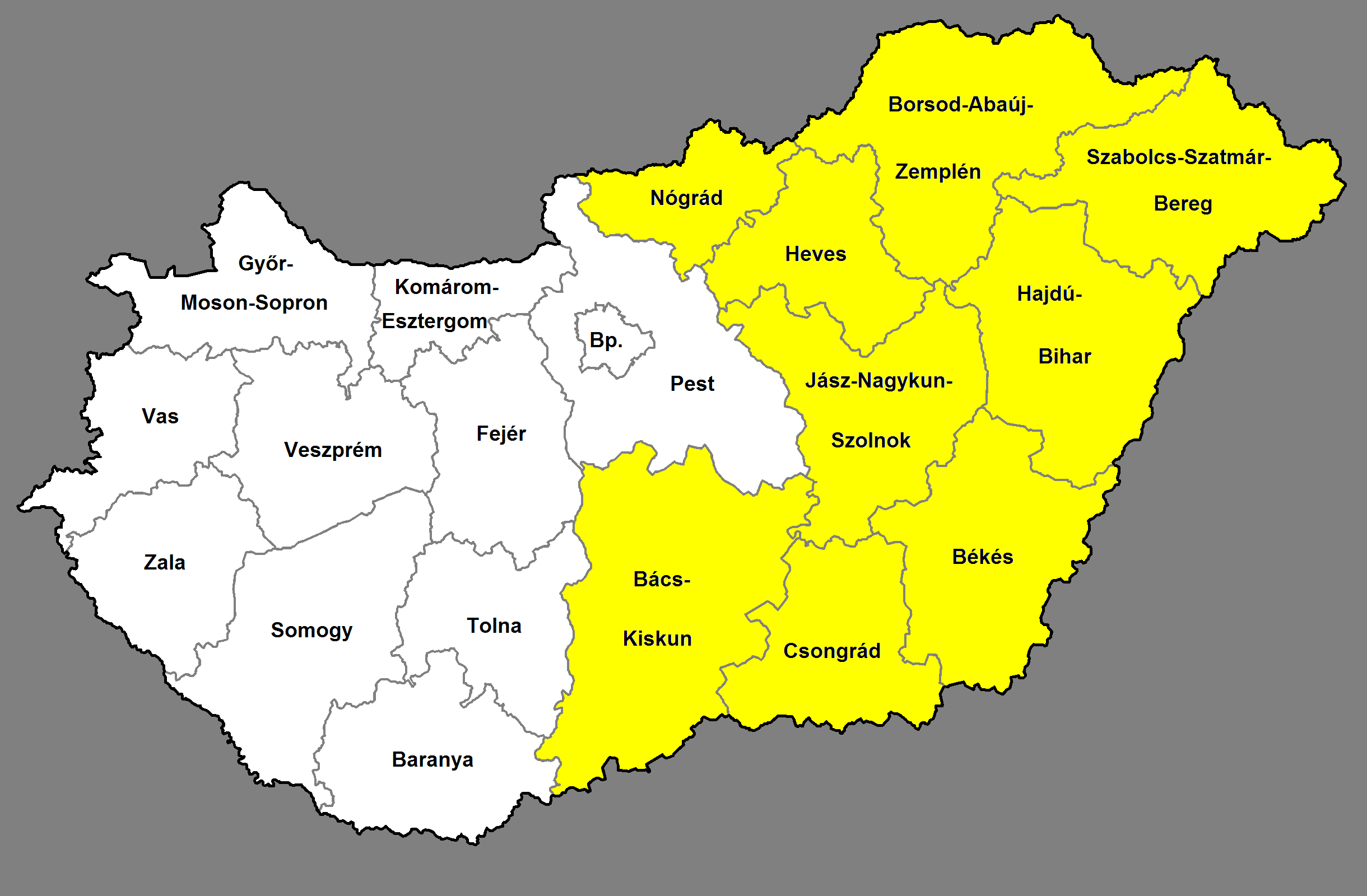
Alföld és Észak országrész

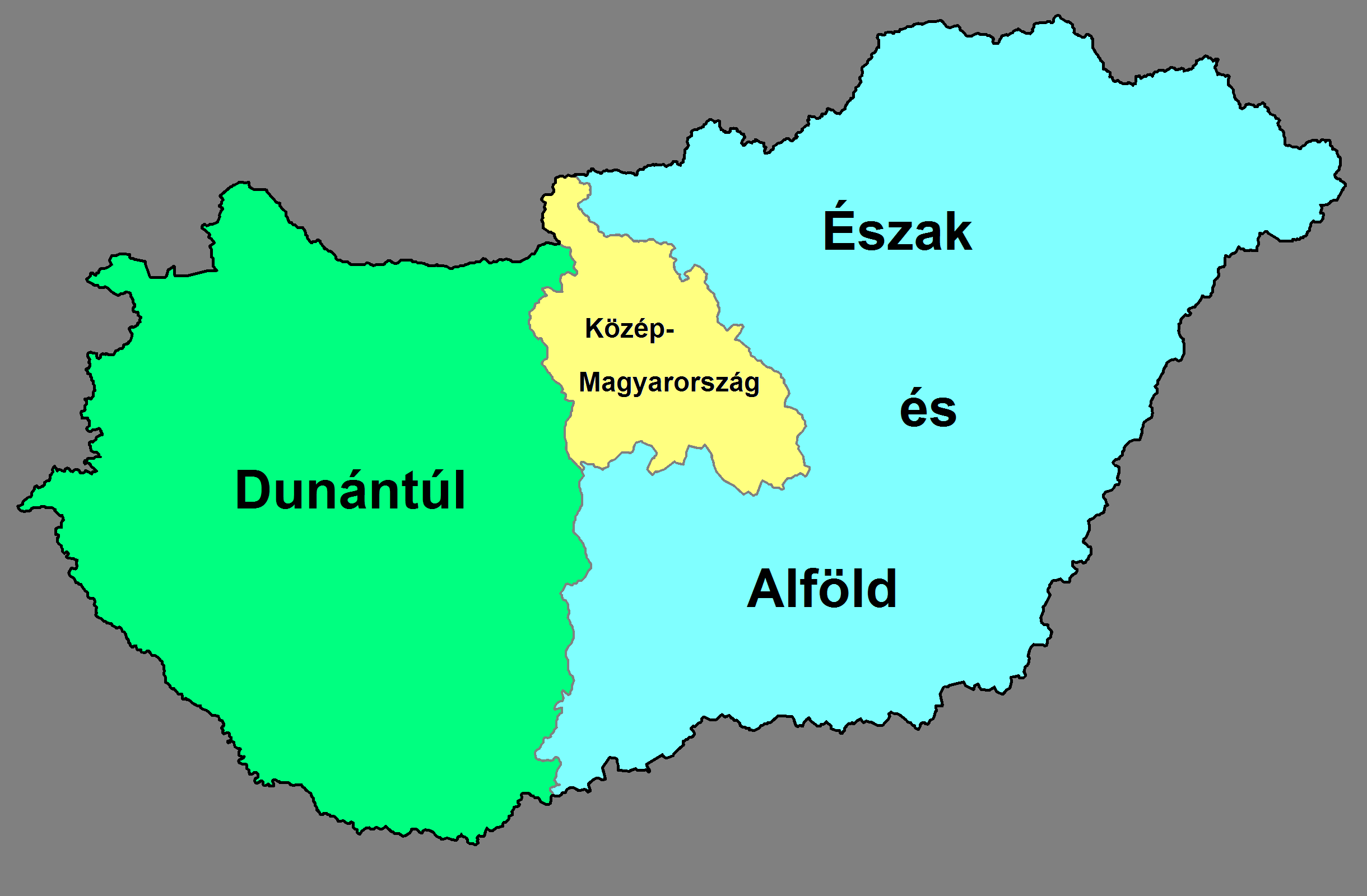
Országrészek (NUTS 1)

Az Alföld és Észak elnevezésű országrész Magyarországnak a Dunától keletre eső területeit foglalja magába, kivéve Pest vármegyét és Budapestet. 
Alapvetően statisztikai jellegű területi egység. Az Európai Unió statisztikai célú regionális beosztásának, a NUTS rendszer legfelső magyarországi szintjének felel meg.

## Régiók és vármegyék
Az Alföld és Észak országrész 2023-ban 3 régiót, 9 vármegyét, 88 járást és 1 253 települést foglal magába. Területe 49 ezer km², lakóinak a száma 2018-ban 3,8 millió volt.
| Címer                    | Vármegye                 | Terület (km²) | Lakó (fő) | Járás | Település | Település | Település | Település | Székhely    | Térkép |
| Címer                    | Vármegye                 | Terület (km²) | Lakó (fő) | Járás | össz.     | város     | 10e+      | MJV.      | Székhely    | Térkép |
| ------------------------ | ------------------------ | ------------- | --------- | ----- | --------- | --------- | --------- | --------- | ----------- | ------ |
|                          |                          |               |           |       |           |           |           |           |             |        |
| Észak-Magyarország       |                          |               |           |       |           |           |           |           |             |        |
|                          | Borsod-Abaúj-Zemplén     | 7 247         | 648 216   | 16    | 358       | 29        | 8         | 1         | Miskolc     |        |
|                          | Heves                    | 3 637         | 295 792   | 7     | 121       | 11        | 4         | 1         | Eger        |        |
|                          | Nógrád                   | 2 544         | 190 937   | 6     | 131       | 6         | 3         | 1         | Salgótarján |        |
|                          |                          | 13 429        | 1 134 945 | 29    | 610       | 46        | 15        | 3         |             |        |
|                          |                          |               |           |       |           |           |           |           |             |        |
| Észak-Alföld             |                          |               |           |       |           |           |           |           |             |        |
|                          | Hajdú-Bihar              | 6 210         | 530 464   | 10    | 82        | 21        | 9         | 1         | Debrecen    |        |
|                          | Jász-Nagykun-Szolnok     | 5 582         | 371 271   | 9     | 78        | 22        | 8         | 1         | Szolnok     |        |
|                          | Szabolcs-Szatmár-Bereg   | 5 936         | 558 361   | 13    | 229       | 28        | 6         | 1         | Nyíregyháza |        |
|                          |                          | 17 728        | 1 460 096 | 32    | 389       | 71        | 23        | 3         |             |        |
|                          |                          |               |           |       |           |           |           |           |             |        |
| Dél-Alföld               |                          |               |           |       |           |           |           |           |             |        |
|                          | Bács-Kiskun              | 8 445         | 505 602   | 11    | 119       | 22        | 9         | 1         | Kecskemét   |        |
|                          | Békés                    | 5 630         | 338 025   | 9     | 75        | 22        | 6         | 1         | Békéscsaba  |        |
|                          | Csongrád-Csanád          | 4 263         | 400 238   | 7     | 60        | 10        | 5         | 2         | Szeged      |        |
|                          |                          | 18 337        | 1 243 865 | 27    | 254       | 54        | 20        | 4         |             |        |
|                          |                          |               |           |       |           |           |           |           |             |        |
| Alföld és Észak összesen | Alföld és Észak összesen | 49 494        | 3 838 906 | 88    | 1 253     | 171       | 58        | 10        |             |        |

## Legnépesebb települések
| Település        | Lakó (2018) | Vármegye (2023)        |
| ---------------- | ----------- | ---------------------- |
| Debrecen         | 202 214     | Hajdú-Bihar            |
| Szeged           | 161 122     | Csongrád-Csanád        |
| Miskolc          | 155 650     | Borsod-Abaúj-Zemplén   |
| Nyíregyháza      | 117 121     | Szabolcs-Szatmár-Bereg |
| Kecskemét        | 110 638     | Bács-Kiskun            |
| Szolnok          | 71 521      | Jász-Nagykun-Szolnok   |
| Békéscsaba       | 59 357      | Békés                  |
| Eger             | 53 436      | Heves                  |
| Hódmezővásárhely | 43 700      | Csongrád-Csanád        |
| Baja             | 34 788      | Bács-Kiskun            |
| Salgótarján      | 34 124      | Nógrád                 |
| Ózd              | 32 564      | Borsod-Abaúj-Zemplén   |
| Hajdúböszörmény  | 30 437      | Hajdú-Bihar            |
| Gyula            | 29 606      | Békés                  |
| Gyöngyös         | 29 337      | Heves                  |
| Kiskunfélegyháza | 29 324      | Bács-Kiskun            |
| Orosháza         | 27 492      | Békés                  |
| Kiskunhalas      | 27 136      | Bács-Kiskun            |
| Szentes          | 27 080      | Csongrád-Csanád        |
| Jászberény       | 26 828      | Jász-Nagykun-Szolnok   |
| Kazincbarcika    | 26 337      | Borsod-Abaúj-Zemplén   |

## Földrajz

### Tájegységek
A magyarországi nagytájak közül lényegében az Északi-középhegység és az Alföld tartozik ide.

### Nemzeti Parkok
- Aggteleki Nemzeti Park
- Bükki Nemzeti Park
- Hortobágyi Nemzeti Park
- Kiskunsági Nemzeti Park
- Körös–Maros Nemzeti Park

## Turizmus

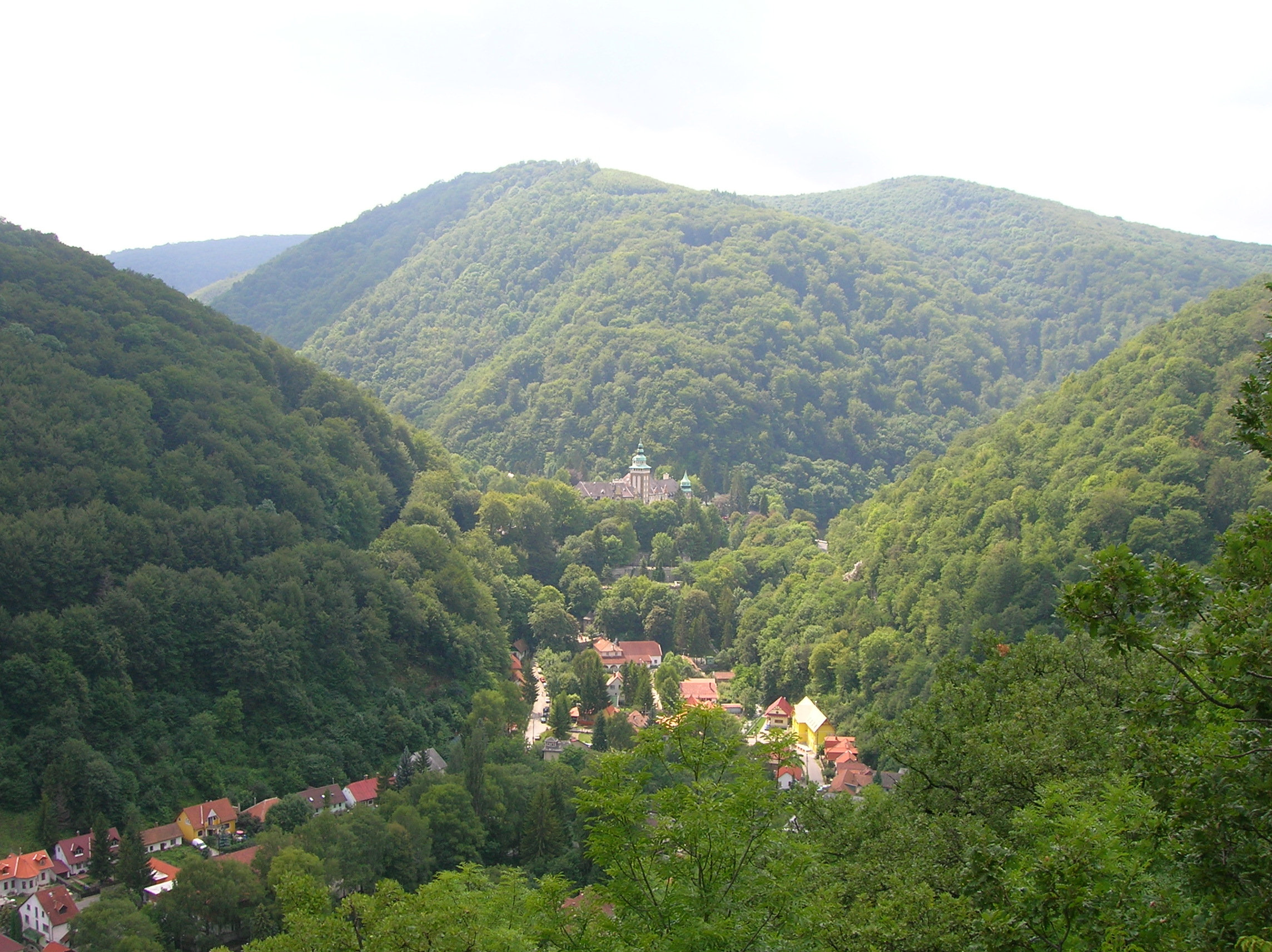
Lillafüred a Szeleta-tetőről

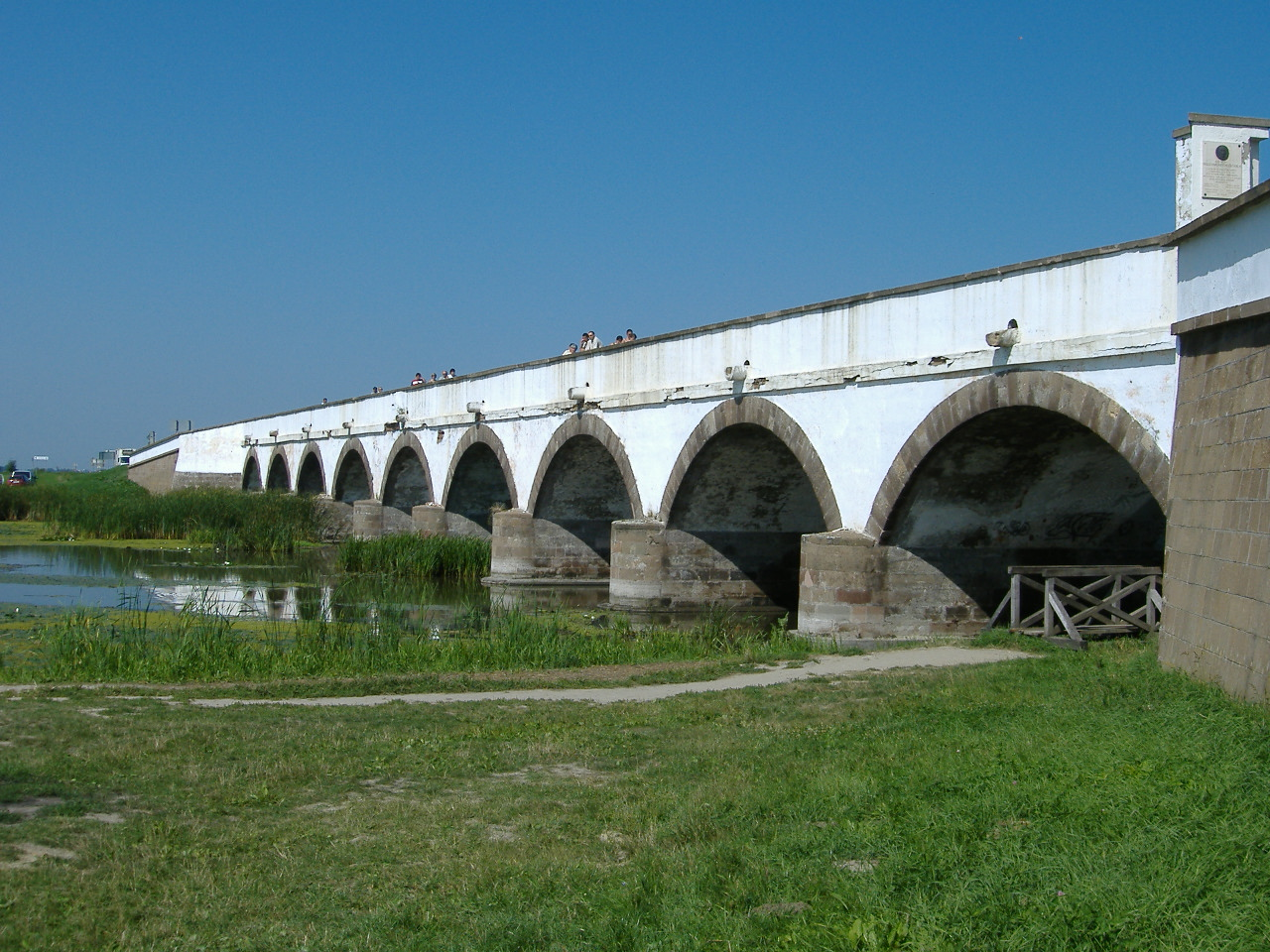
A hortobágyi kilenclyukú híd

Kelet-Magyarország négy turisztikai régióra van osztva. A statisztikai régióktól eltérően a Tisza-tó és környéke külön turisztikai régiót alkot, a másik három nagy turisztikai régió a Tisza-tó körüli területeket leszámítva megközelítőleg fedi a statisztikai régiók területét.
A négy turisztikai régió:
- Észak-Magyarország turisztikai régió
- Észak-Alföld turisztikai régió
- Tisza-tó turisztikai régió
- Dél-Alföld turisztikai régió

### Látnivalók turisztikai régió szerint
Észak-Magyarország turisztikai régió
A régió fő turisztikai látnivalói a műemlékekben gazdag városok (a borairól és gyógyvizeiről is híres Eger, Miskolc, Sárospatak, Pásztó, valamint a világörökséghez tartozó Tokaj), a palóc néphagyományokat őrző Hollókő (világörökségi helyszín), a nemesi kastélyok, a romantikus középkori várak és várromok (boldogkői vár, diósgyőri vár, füzéri vár, sárospataki vár, szerencsi vár, szécsényi várnegyed, hollókői vár), a Mátra és a Bükk számos túralehetőséget kínáló erdőségei és a látványos természeti értékek (Lillafüred, a természeti világörökséghez tartozó Aggteleki Nemzeti Park cseppkőbarlangjai, a bükki barlangok).
Észak-Alföld turisztikai régió
A régió fő látnivalói a régió székhelye, Debrecen a történelmi műemlékeivel, a Hortobágy (világörökségi helyszín) természeti értékei, néprajzi emlékei és pásztorhagyományai, valamint Nyíregyháza és Nyírbátor hangulatos történelmi belvárosai. Nyíregyháza és környéke érdekességei közé tartozik a sóstói skanzen és vadaspark, valamint a Nyírvidéki Kisvasút. Érdekes látnivalót jelentenek a régiószerte megtalálható kunhalmok, a nyírségi települések jellegzetes, fából épült haranglábai, a különleges művészetű templomok (Csaroda, Tákos), valamint az évenként megrendezett hagyományos nagyrendezvények: a Hortobágyi Lovasnapok és a hídivásár, valamint a debreceni virágkarnevál .
Tisza-tó turisztikai régió
A Kiskörei-víztározó megépítésével létrejött Magyarország legnagyobb mesterséges és második legjelentősebb tava, a Tisza-tó. A hozzá kapcsolódó turisztikai régió Jász-Nagykun-Szolnok, Heves, Borsod-Abaúj-Zemplén és Hajdú-Bihar vármegye határán fekszik. Hagyományos központja: Tiszafüred. Természeti értékekben gazdag terület: a Tiszafüredi Madárrezervátum értékes és ritka növény- és állatvilággal bír; de a régióhoz tartozik a Hortobágyi- és a Bükki Nemzeti Park egy része is. Jelentősebb települések: Tiszafüred, Karcag, Abádszalók, Mezőkövesd, Kunhegyes.
Dél-Alföld turisztikai régió
A dél-alföldi turisztikai régió fő látnivalói elsősorban a végtelen alföldi táj, a háborítatlan természet, a romantikus tanyavilág, a néprajzi emlékek és a városok műemlékei és múzeumai (különösen érdekes a régió székhelye, Szeged, valamint Gyula, Kecskemét, Kalocsa, Szentes, Hódmezővásárhely, Baja). A régió fontos látnivalói közé tartozik az ópusztaszeri Nemzeti Történeti Emlékpark és a gyulai vár, a mezőhegyesi ménes és a hajósi pincesor. A természetkedvelők számára vonzó célpont a dévaványai túzokrezervátum, a kardoskúti hagyományos állattartó telep, a bugaci puszta, a Mártélyi Tájvédelmi Körzet a Tisza holtágaival és a szarvasi arborétum. A régió legismertebb fesztiválja a Szegedi Szabadtéri Játékok.